# Roya cambrica
Roya cambrica là một loài Song tinh tảo trong họ Mesotaeniaceae, thuộc chi Roya.